# HMS Centurion (1911)
Pour les autres navires du même nom, voir HMS Centurion.
Le HMS Centurion est un cuirassé de la classe King George V, en service dans la Royal Navy entre 1913 et 1944. Le navire participe à la première guerre mondiale, est placé en réserve dans l'entre-deux-guerres, puis sert de leurre au début de la seconde guerre mondiale, avant d'être coulé au large d'Arromanches en 1944.

## Conception et construction
Le HMS Centurion est le deuxième cuirassé de la classe King George V. Construit à partir du 16 janvier 1911 au chantier naval de Devonport, il est lancé le 18 novembre 1911 et admis au service actif en mai 1913.

## Service actif

### Première guerre mondiale
Le HMS Centurion est incorporé à la deuxième escadre de bataille, menée par son sister-ship le HMS King George V. Il participe à la bataille du Jutland au sein du corps principal de la Grand Fleet, sous le commandement du capitaine Michael Culme-Seymour. Il tient la troisième place dans la ligne de bataille de la première division britannique, entre les HMS King George V et Ajax. Le HMS Centurion ne tire que quatre salves sur le croiseur de bataille allemand Lützow avant que le HMS Orion ne bloque sa ligne de tir.
Après avoir servi en mer du Nord sous les ordres de Roger Keyes, le navire est envoyé en 1918 avec le HMS Superb en Méditerranée orientale pour recevoir la capitulation de l'Empire ottoman. En 1919, le HMS Centurion est déployé en mer Noire lors de l'intervention alliée pendant la guerre civile russe.

### Entre-deux-guerres et Seconde Guerre mondiale

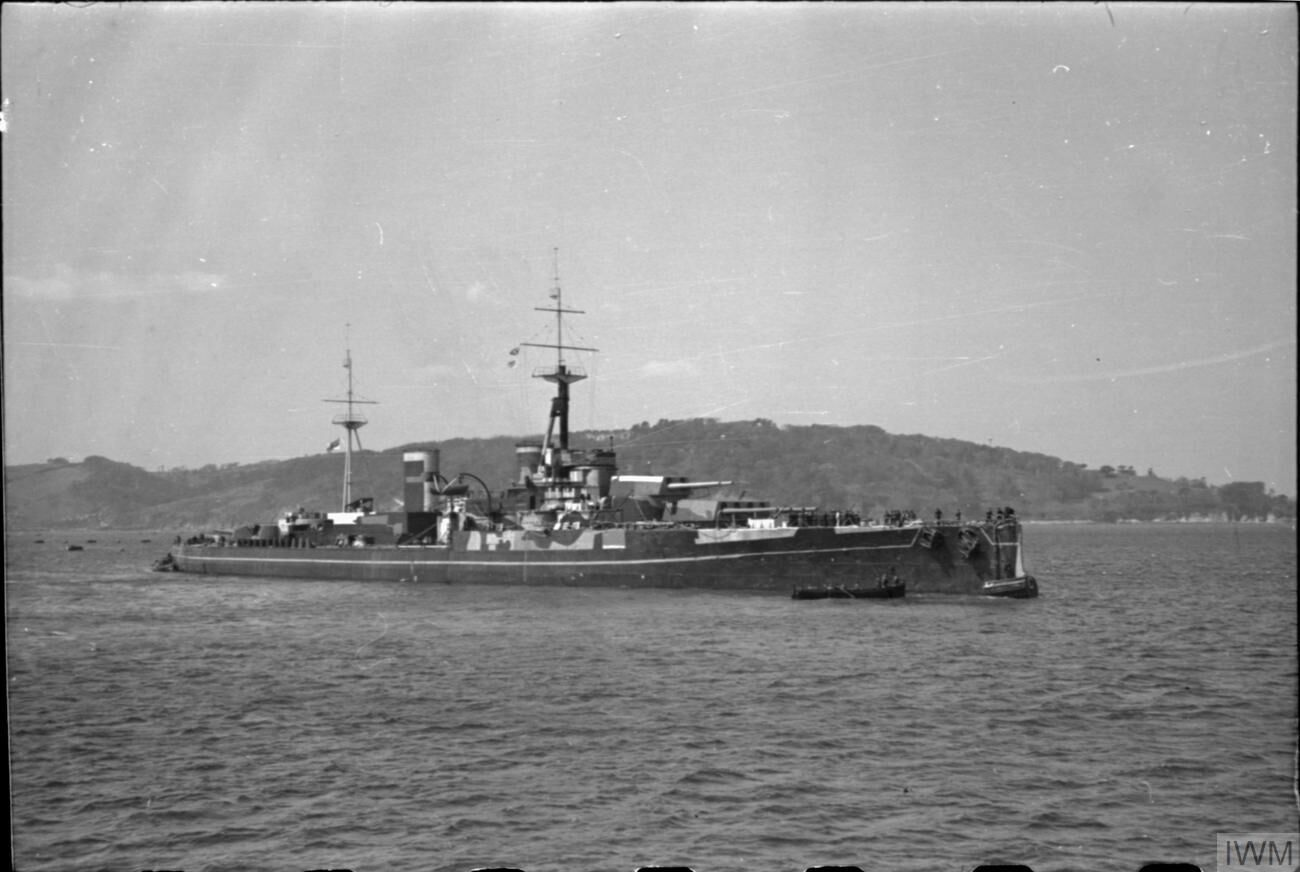
HMS Centurion « déguisé » en HMS Anson.

Après la signature du traité naval de Washington, le HMS Centurion est retiré du service actif et transformé en 1924 en navire-cible en remplacement du HMS Agamemnon. Durant cette période, il possède un équipage, qui en temps ordinaire, vit à bord, et qui, peu avant le début de l’école à feux, descend, à l’abri des ponts cuirassés, le matériel qui lui est propre, ses sacs et ses vêtements ; puis il débarque lui-même et embarque sur le destroyer d’escorte, le HMS Shiroko, qui, lui, radiocommande le cuirassé, le remet en marche, le fait évoluer ou changer de vitesse.
Il est maintenu dans ce rôle dans la baie de Portsmouth jusqu'en avril 1941, où le navire est équipé d'une fausse superstructure pour ressembler au cuirassé HMS Anson, alors en construction dans les chantiers navals de Portsmouth.
En juin 1942, le HMS Centurion participe à l'opération Vigorous, toujours en simulant un cuirassé moderne. De 1942 à 1944, le navire est stationné à Suez et sert de navire anti-aérien. Équipé de faux canons en bois, il parvient à maintenir à l'écart les cuirassés de la marine royale italienne.
Le HMS Centurion est finalement coulé après le jour J pour servir de brise-lames au large du port artificiel d'Omaha Beach au large de Saint-Laurent-sur-mer.